# Bob Pettit
Robert Lee Pettit Jr. (født d. 12. december 1932) er en amerikansk tidligere professionel basketballspiller, som spillede 11 sæsoner i NBA, alle med Milwaukee/St. Louis Hawks. Han var den første spiller til at blive kåret som ligaens Most Valuable Player, og han vandt prisen i alt 2 gange i løbet af sin karriere. Han var også den første spiller i ligaens historie til at score 20.000 point over sin karriere. 

## Spillerkarriere

### College
Pettit spillede collegebasketball hos Louisiana State University. Hans collegekarriere var blandt de bedste nogensinde på tidspunktet, og i hans sidste sæson i college i 1953-54 scorede han i gennemsnit 31,4 point per kamp. En rekord som ikke ville slået før 1968.

### NBA karriere
Pettit blev draftet nummer 2 ved 1954 draften af Milwaukee Hawks. Pettit havde i sin collegekarriere spillet som center, men blev rykket til power foward efter han kom til NBA. Dette viste sig at være en fantastisk beslutning af Hawks' træneren, da Pettit i sin debutsæson imponerede stort, og han blev kåret som Rookie of the Year. Pettits anden sæson ville blive hans bedste hidtil, og han blev efter sæsonen kåret som den første modtager af den nyoprettet Most Valuable Player pris.
I 1956-57 sæsonen ledte Pettit Hawks til deres første NBA finale, hvor at de mødte Boston Celtics. Finalen imod Boston var intens, men på trods af Pettit scorede 39 point i den syvende og sidste kamp af serien, så tabte Hawks til Boston. Hawks havde i 1957-58 deres hidtil bedste sæson, og kom igen til finalen, og skulle her igen møde Celtics. Denne gang lykkedes det dog Hawks at vinde over Celtics, og Pettit vandt hermed sit første, og hvad ville blive hans eneste, NBA mesterskab. Pettit scorede i den sjette og sidste kamp af finale serien 50 point. Dette var en rekord for flest point i den afgørende kamp i en NBA finale, og rekorden ville holde frem til 2021, hvor at Giannis Antetokounmpomatchede rekorden, da han også scorede 50 i den afgørende finalekamp.
1958-59 sæsonen ville blive endnu en stor sæson for Pettit, og han blev efter sæsonen kåret som Most Valuable Player for anden gang i hans karriere. Pettit var fortsat blandt de bedste spillere i ligaen. Han scorede i 1961-62 sæsonen 31,1 point per kamp, hvilke var det bedste resultat i hans karriere.
I sin tid med klubben kom Hawks til finalen to gang mere, 1960 og 1961, men tabte begge gange til Celtics.
Pettit gik på pension efter 1964-65 sæsonen i en alder af 32, efter at have døjet med skader over de to forrige sæsoner.

### Eftermæle
Pettits nummer 9 trøje er blevet pensioneret af Hawks, i dag spillede i Atlanta. Pettit blev i 1970 optaget i Naismith Memorial Basketball Hall of Fame.